# Parti ouvrier unifié polonais
Le Parti ouvrier unifié polonais (Polska Zjednoczona Partia Robotnicza, PZPR) est l'ancien parti politique polonais communiste qui a exercé le pouvoir de 1948 à 1989 sous le régime de la République populaire de Pologne (Polska Rzeczpospolita Ludowa, PRL). Son rôle dirigeant étant inscrit dans la Constitution à partir des années 1970.

## Fondation
Conformément aux instructions de Staline, le 15 au 22 décembre 1948, le Parti ouvrier polonais (PPR, communiste) et le Parti socialiste polonais (PPS) s'unissent pour former le Parti ouvrier unifié polonais avec Bolesław Bierut comme secrétaire général. 
Le PPS, initialement anti-soviétique, avait été infiltré par les communistes pro-soviétiques, car son influence pouvait faire opposition à l'emprise de l'URSS. Une fusion avec le PPR était donc un moyen efficace de liquider son influence. D'ailleurs, une opération de « nettoyage » est entreprise à l'intérieur du PPS où, dès l'été 1947, sont organisés des procès spectacles contre les membres de la prétendue « aile droite nationaliste ».
Le Parti démocratique (Stronnictwo Demokratyczne, SD) et le Parti paysan (Zjednoczone Stronnictwo Ludowe, ZSL)  deviennent des «satellites» du PZPR, leur existence devant témoigner du pluralisme démocratique de la nouvelle République populaire.
Avec la fondation du PZPR commencent quarante années de règne de l'État-parti. Cet événement termine la stalinisation de la Pologne dont les manifestations les plus brutales prendront fin avec le retour triomphal de Gomulka à la tête du parti en octobre 1956, lors du VIIIe plénum.

## Rôle dirigeant
Du temps de la République populaire de Pologne, le régime communiste polonais était un régime d'« État-parti ». Cela signifie que le PZPR avait monopolisé non seulement les commandes de l'État, mais les avait absorbées.  Sa mainmise sur les institutions est double : elle s'exerce directement, par le dédoublement des institutions de l'État par celles du parti, et indirectement, à travers leur surveillance par les différentes cellules.  
Lorsqu'ils ne sont pas aux mains des dirigeants du Politburo, les leviers de commande de l'État sont aux mains de personnes issues de son appareil et qui sont regroupées au sein d'une nomenklatura, laquelle constitue la clef de voûte de ce système. Mais tout le pouvoir, en réalité, est concentré au Bureau politique et au Secrétariat du parti. Les décisions prises par l'une ou l'autre de ces deux instances prévalent sur n'importe quelle autre, que ce soit à l'intérieur des institutions de l'État ou des instances du parti. 
Cette subordination de l'État polonais aux volontés du PZPR ne constitue pas une violation de la constitution ; au contraire, cette subordination a été explicitement admise, en vertu du principe léniniste que le parti joue un « rôle dirigeant » par rapport à l'État. 
De la même façon, le PZPR exerce sa suprématie dans les autres domaines de la société, y compris la vie culturelle, intellectuelle et scientifique. Toutes les questions relatives à la production du savoir et à sa diffusion relèvent du secrétariat de la culture et, surtout, du puissant secrétariat à la propagande. 
Jusqu'en 1968, le marxiste Adam Schaff était considéré comme son principal idéologue.

## Liste des premiers secrétaires successifs du PZPR
- Bolesław Bierut (22 décembre 1948 - 12 mars 1956) (simultanément président de la République de 1944 à 1952, et Premier ministre de 1952 à 1954)
- Edward Ochab (20 mars 1956 - 21 octobre 1956)
- Władysław Gomułka (21 octobre 1956 - 20 décembre 1970)
- Edward Gierek (20 décembre 1970 - 6 septembre 1980)
- Stanisław Kania (6 septembre 1980 - 18 octobre 1981)
- Wojciech Jaruzelski (18 octobre 1981 - 29 juillet 1989) (simultanément Premier ministre jusqu'en 1985, et chef de l'État de 1985 à 1989)
- Mieczysław Rakowski (29 juillet 1989 - 29 janvier 1990)

## Crises
En août 1980, après la signature de l'accord de Gdansk qui légalise le syndicat libre Solidarność, avec 10 millions d'adhérents, sous la direction de Lech Wałęsa, le PZPR entre en crise profonde : en effet, le Parti ne pouvait opposer que 2,5 millions de membres, soit 4 fois moins ; en plus, plusieurs dizaines de milliers de membres du PZPR adhérèrent à Solidarność, ce qui ajouta au discrédit du Parti ; le débat idéologique ouvert qui agite la société polonaise à partir de ce moment fait perdre au Parti toute légitimité et l'opinion ne voit plus en lui que l'instrument de domination d'une caste privilégiée au service de l'Union soviétique.
En octobre 1981, le général Wojciech Jaruzelski en prend la direction, ce qui revient à le mettre sous le contrôle de l'armée. Après le coup d'État du 13 décembre 1981, plusieurs de ses anciens dirigeants sont emprisonnés et le PZPR n'a plus qu'une existence formelle, n'étant plus actif. Il est écarté de la négociation du printemps 1989 qui relégalise  le syndicat Solidarność et les élections de juin qui conduisent le syndicat au pouvoir.

## Dissolution et héritage
Après la chute du bloc de l'Est, le parti a été dissous en 1990, transformé en Social-démocratie de la république de Pologne (SdRP), un parti social-démocrate, qui s'est élargi en se dissolvant progressivement dans l'Alliance de la gauche démocratique (Sojusz Lewicy Demokratycznej - SLD) qu'il a initiée.